# Galapagar
Galapagar est une commune espagnole située dans la communauté de Madrid.

## Géographie
La commune s'étend sur 65 km2 sur les contreforts de la Sierra de Guadarrama, à l'ouest de Madrid. Une partie du parc naturel établi sur le cours moyen du Guadarrama s'étend sur le territoire communal.